# Epic (película)
Epic (conocida como El Reino Secreto en Hispanoamérica y Epic: El Mundo Secreto en España) es una película animada estadounidense de 2013, basada en el libro infantil The Leaf Men and the Brave Good Bugs de William Joyce. El título original está a su vez inspirado en el sencillo homónimo de la banda estadounidense Faith No More lanzado en el año 1990. Fue producida por Blue Sky Studios y dirigida por Chris Wedge quien anteriormente dirigió Ice Age y Robots. Fue estrenada el 24 de mayo de 2013 en Estados Unidos, mientras que en España se estrenó el 23 de agosto de 2013.
Recibió críticas a nivel general mixtas a positivas.

## Sinopsis
Mary Katherine, o M.K., de 16 años, se muda con su excéntrico padre el profesor Bomba, que ha estado buscando pequeños soldados humanoides llamados Hombres Hoja. Ellos Protegen el bosque cerca de donde vive Bomba de las malvadas criaturas llamadas Boggans y su malévolo líder Mandrake. Al tiempo que M.K. llegaba a casa de su padre un joven soldado independiente llamado Nod decide renunciar, ante la ira del sensato líder de los Hombres Hoja, Ronin.
La reina de las criaturas del bosque, la reina Tara, debe elegir un heredero para su trono y sale a un campo de capullos a bordo de su barcaza voladora y escoltada por los guardias reales, llegando al campo custodiado por una relajada babosa llamado Mub y un aspirante a Hombre Hoja caracol llamado Grub. Inmediatamente después de que ella elige un heredero, los Boggans atacan. Tara huye del área con el capullo, y aunque los guardaespaldas de los Hombres Hoja voladores hacen todo lo posible para protegerla, pronto se ven abrumados por la gran cantidad de Boggans. Incapaz de alcanzar la barcaza y la seguridad de los guardias, mientras es perseguida es Ronin quien llega por ella y la pareja vuela en su Colibrí, pero luego son atacados por Mandrake y su hijo Dagda. Dagda es asesinado por Ronin, pero el primero dispara a Tara de antemano.
Mientras tanto, M.K. decide irse después de tener una discusión con Bomba sobre su investigación. Pero antes de que pueda irse, el perro de Bomba, Ozzy, corre hacia el bosque. Mientras busca a Ozzy, M.K. ve caer a Tara. Al morir, Tara le da el capullo a M.K. y usa su magia para encogerla. La reina le dice que tiene que llevar el capullo a Nim Galuu, un mago Oruga (larva)|oruga, pero tras decir eso fallece. M.K. se une a Ronin y los Hombres Hoja, junto con Mub y Grub pero necesitan otra ave. Ronin descubre que Nod ha entrado en una carrera contra otras criaturas e insectos en carreras de aves. Nod hace un trato con el malhumorado Sapo en jefe, llamado Bufo, para arreglar la carrera en donde Nod debía perder pero debido a su ego decide romper el trato y ganar la competencia. Bufo enfadado lo recrimina y luego de una paliza decide matarlo pero antes de que Bufo y sus dos secuaces puedan alimentar a una serpiente con Nod, Ronin interviene y les ordena que se vayan. Nod se muestra reacio a acompañarlo pero se une a él, M.K., Mub y Grub después de enterarse de la muerte de la reina Tara, pero Bufo escucha a escondidas y va a contarle a Mandrake.
Ronin, Nod, M.K., Mub y Grub finalmente llegan a Nim Galuu. Luego él los lleva a la biblioteca, donde M.K. descubre el breve mensaje de Tara antes de encogerla, y allí dice que la devolverá a su tamaño normal cuando el capullo floresca. Cuando Ronin se va, Nod se lleva a M.K. en un paseo sobre un ciervo y comienzan a enamorarse. Mientras tanto Mandrake va al lugar de Nim Galuu para robar el capullo, que, si florece en la oscuridad, ayudará a Mandrake a destruir el bosque. Toma el capullo y secuestra a Mub y Grub. Ronin regaña a Nod por no estar allí para proteger al heredero. Para adentrarse en territorio Boggan sin ser descubiertos, M.K., Nod y Ronin se dirigieron a la casa de Bomba para conseguir algunos disfraces, donde M.K. se entera de que los Hombres Hoja han estado desviando a Bomba de su camino deliberadamente. Bomba ve que tiene visitas y captura a M.K., desmayándose cuando la ve. M.K. marca la ubicación de Moonhaven en un mapa que Bomba ha hecho del bosque antes de reunirse con Nod y Ronin.
Cuando llegan a la tierra de los Boggan, Ronin distrae a los Boggan mientras M.K. y Nod rescatan a Mub, Grub y el capullo. Mandrake los descubre y ordena a los Boggans que los detengan. M.K., Nod, Mub y Grub escapan, pero Ronin se sacrifica para asegurar su escape. Para evitar que la luna llena haga brotar el capullo en Moonhaven, los murciélagos de Mandrake bloquean la luz, haciendo que el capullo comience a brotar en la oscuridad. Los Hombres Hoja se dispusieron a luchar contra los Boggans; M.K. intenta obtener ayuda de su padre visitando las distintas cámaras que había colocado en el bosque. Sin embargo, al recuperar la conciencia, Bomba cree que realmente no vio a M.K. y que ha estado loco todos estos años, y apaga todas sus cámaras. Cambia de opinión cuando ve la chincheta roja que M.K. había puesto en su mapa.
Bomba está encantado de ver que ha tenido razón y sigue a M.K. a Moonhaven. M.K. usa el iPod de Bomba para reproducir el sonido de los murciélagos, atrayendo a los murciélagos de Mandrake. Mientras tanto, Mub y Nim Galuu intentan evitar que Mandrake llegue a la cápsula, pero no lo consiguen. En ese momento, aparece Ronin, con cicatrices y moretones de los Boggans. Mandrake logra superarlo, pero es defendido por Nod, quien finalmente se da cuenta de la importancia del trabajo en equipo. Antes de que Mandrake pueda obtener su victoria, el capullo florece a la luz de la luna, derrotando a los Boggans y sellando a Mandrake en el nudo de un árbol cercano.
El heredero elegido es la niña de las flores que ayudó a salvar a Tara al principio de la película. Grub se convierte en un Hombre Hoja, Nod y Ronin se reconcilian, y Nod y M.K. se besan antes de M.K. vuelve a su tamaño original.
Después de reunirse con Bomba y convertirse en su asistente, la familia humana todavía mantiene un contacto regular con sus pequeños amigos mientras continúan la investigación de su mundo.

## Reparto

### Reparto original (inglés)
- Colin Farrell - Ronin
- Josh Hutcherson - Nod huha
- Amanda Seyfried - Mary Katherine (M.K.)
- Christoph Waltz - Mandrake
- Beyoncé - Reina Tara
- Aziz Ansari - Mub
- Chris O'Dowd - Grub
- Jason Sudeikis - Profesor Bomba
- Steven Tyler - Nim Galuu
- Pitbull - Bufo
- Emma Kenney - Marigold
- Blake Anderson - Dagda
- Judah Friedlander - Larry

### Doblaje al español
| Personaje      | Actor original  | Actor de doblaje   | Actor de doblaje    |
| -------------- | --------------- | ------------------ | ------------------- |
| Mary Katherine | Amanda Seyfried | Leyla Rangel       | Paula Ribó          |
| Profesor Bomba | Jason Sudeikis  | Ricardo Tejedo     | Alberto Mieza       |
| Nod            | Josh Hutcherson | Arturo Castañeda   | Iván Labanda        |
| Reina Tara     | Beyoncé Knowles | Gabriela Gómez     | Marta Barbará       |
| Mandrake       | Christoph Waltz | Humberto Solórzano | Juan Carlos Gustems |
| Nim Galuu      | Steven Tyler    | Herman López       | Luis Marco          |
| Señor Rama     | Joe Massingill  | Rafael Moreno      | Pep Antón Muñoz     |

Doblaje hispanoamericano
- Estudio: New Art Dub (México)
- Director: Gerardo García

Doblaje castellano
- Estudio: New Art Dub (España)
- Director: Chris Wedge

## Banda sonora
Todas las canciones escritas y compuestas por Danny Elfman.. 
| Epic  |                            |          |  |
| N.º   | Título                     | Duración |  |
| 1.    | «Leafmen»                  | 1:17     |  |
| 2.    | «Pursuit»                  | 2:40     |  |
| 3.    | «Tara’s Chamber»           | 3:03     |  |
| 4.    | «Meet Dad»                 | 0:34     |  |
| 5.    | «Moonhaven Parade»         | 1:27     |  |
| 6.    | «Alarms»                   | 0:41     |  |
| 7.    | «The Selection»            | 2:13     |  |
| 8.    | «Ambush»                   | 4:17     |  |
| 9.    | «Tara’s Gift»              | 2:05     |  |
| 10.   | «Small»                    | 2:29     |  |
| 11.   | «Girl Meets Boy»           | 3:24     |  |
| 12.   | «Rings of Knowledge»       | 2:35     |  |
| 13.   | «Antlers»                  | 2:10     |  |
| 14.   | «Kidnapped»                | 0:54     |  |
| 15.   | «In the House»             | 3:39     |  |
| 16.   | «Many Leaves»              | 1:54     |  |
| 17.   | «Escape»                   | 4:45     |  |
| 18.   | «False Start»              | 3:07     |  |
| 19.   | «Epic Final Confrontation» | 3:19     |  |
| 20.   | «Return»                   | 4:18     |  |
| 21.   | «Epic Finale»              | 1:34     |  |
| 52:25 |                            |          |  |

## Premios y nominaciones
| Año  | Premio                                       | Categoría                                                             | Nominados                                                              | Resultado | Ref.   |
| ---- | -------------------------------------------- | --------------------------------------------------------------------- | ---------------------------------------------------------------------- | --------- | ------ |
| 2013 | World Soundtrack Academy                     | Compositor de cine del año                                            | Danny Elfman                                                           | Nominado  |        |
| 2013 | Premios Annie                                | Efectos animados en una producción animada                            | Alen Lai, David Quirus, Diego Garzon Sanchez y Ilan Gabai              | Nominados | [ 7 ]  |
| 2013 | Premios Annie                                | Animación de personajes en una producción de largometrajes animados   | Thom Roberts                                                           | Nominado  | [ 7 ]  |
| 2013 | Premios Annie                                | Dirección de una producción de largometrajes animados                 | Chris Wedge                                                            | Nominado  | [ 7 ]  |
| 2013 | Premios Annie                                | Música en una producción de largometrajes animados                    | Danny Elfman                                                           | Nominado  | [ 7 ]  |
| 2013 | Premios Annie                                | Diseño de producción en una producción de largometrajes animados      | Michael Knapp, Greg Couch y William Joyce                              | Nominados | [ 7 ]  |
| 2013 | Premios Black Reel                           | Excelente rendimiento de voz                                          | Beyoncé Knowles                                                        | Nominada  |        |
| 2013 | Premios de la Sociedad de Casting de América | Logro destacado en casting: función de animación                      | Christian Kaplan                                                       | Nominado  | [ 8 ]  |
| 2013 | Motion Picture Sound Editors                 | Mejor edición de sonido en un largometraje de animación               | Randy Thom, Gwendolyn Yates Whittle                                    | Ganadores | [ 9 ]  |
| 2013 | Producers Guild of America Award             | Mejor Productor de Película Teatral de Animación                      | Jerry Davis, Lori Forte                                                | Nominados |        |
| 2013 | Premios Satellite                            | Mejor Película, Animación o Técnica Mixta                             | Epic                                                                   | Nominado  | [ 10 ] |
| 2013 | Visual Effects Society Awards                | Personaje animado excepcional en una película animada                 | Thom Roberts, Haven Gordon Cousins, Tim Bower, Daniel Lima             | Nominados |        |
| 2013 | Visual Effects Society Awards                | Entorno creado excepcional en una película animada                    | Aaron Ross, Travis Price, Jake Panian, Antelmo Villarreal              | Nominados |        |
| 2013 | Visual Effects Society Awards                | Excepcional animación de simulación y efectos en una película animada | Thierry Dervieux-Lecocq, David Gatenby, Mark Adams, Matthew D. Simmons | Nominados |        |